# Directeur van de Federal Bureau of Investigation
De directeur van de Federal Bureau of Investigation (Engels: Director of the Federal Bureau of Investigation) leidt de federale politiedienst Federal Bureau of Investigation (FBI) van de Verenigde Staten.
| Nr.   | Directeur van de Federal Bureau of Investigation Director of Federal Bureau of Investigation | Directeur van de Federal Bureau of Investigation Director of Federal Bureau of Investigation | Directeur van de Federal Bureau of Investigation Director of Federal Bureau of Investigation | Ambtstermijn     | Ambtstermijn     | Partij      | President(en)                         |
| ----- | -------------------------------------------------------------------------------------------- | -------------------------------------------------------------------------------------------- | -------------------------------------------------------------------------------------------- | ---------------- | ---------------- | ----------- | ------------------------------------- |
| 1     |                                                                                              | J. Edgar Hoover                                                                              | J. Edgar Hoover (1895–1972)                                                                  | 1 maart 1935     | 2 mei 1972       | O           | Franklin Delano Roosevelt (1933–1945) |
| 1     | Harry S. Truman (1945–1956)                                                                  | J. Edgar Hoover                                                                              | J. Edgar Hoover (1895–1972)                                                                  | 1 maart 1935     | 2 mei 1972       | O           |                                       |
| 1     | Dwight D. Eisenhower (1953–1961)                                                             | J. Edgar Hoover                                                                              | J. Edgar Hoover (1895–1972)                                                                  | 1 maart 1935     | 2 mei 1972       | O           |                                       |
| 1     | John F. Kennedy (1961–1963)                                                                  | J. Edgar Hoover                                                                              | J. Edgar Hoover (1895–1972)                                                                  | 1 maart 1935     | 2 mei 1972       | O           |                                       |
| 1     | Lyndon B. Johnson (1963–1969)                                                                | J. Edgar Hoover                                                                              | J. Edgar Hoover (1895–1972)                                                                  | 1 maart 1935     | 2 mei 1972       | O           |                                       |
| 1     | Richard Nixon (1969–1974)                                                                    | J. Edgar Hoover                                                                              | J. Edgar Hoover (1895–1972)                                                                  | 1 maart 1935     | 2 mei 1972       | O           |                                       |
| [ 2 ] |                                                                                              | Clyde Tolson                                                                                 | Clyde Tolson (1900–1975)                                                                     | 2 mei 1972       | 3 mei 1972       | O           |                                       |
| [ 3 ] |                                                                                              | Patrick Gray                                                                                 | Patrick Gray (1916–2005)                                                                     | 3 mei 1972       | 30 april 1973    | R           |                                       |
| [ 3 ] |                                                                                              | Bill Ruckelshaus                                                                             | Bill Ruckelshaus (1932–2019)                                                                 | 30 april 1973    | 9 juli 1973      | R           |                                       |
| 2     |                                                                                              | Clarence Kelley                                                                              | Clarence Kelley (1911–1997)                                                                  | 9 juli 1973      | 15 februari 1978 | R           |                                       |
| 2     | Gerald Ford (1974–1977)                                                                      | Clarence Kelley                                                                              | Clarence Kelley (1911–1997)                                                                  | 9 juli 1973      | 15 februari 1978 | R           |                                       |
| 2     | Jimmy Carter (1977–1981)                                                                     | Clarence Kelley                                                                              | Clarence Kelley (1911–1997)                                                                  | 9 juli 1973      | 15 februari 1978 | R           |                                       |
| [ 2 ] |                                                                                              | James Adams                                                                                  | James Adams (1926–2020)                                                                      | 15 februari 1978 | 23 februari 1978 | D           |                                       |
| 3     |                                                                                              | William Webster                                                                              | William Webster (1924–2025)                                                                  | 23 februari 1978 | 25 mei 1987      | R           |                                       |
| 3     | Ronald Reagan (1981–1989)                                                                    | William Webster                                                                              | William Webster (1924–2025)                                                                  | 23 februari 1978 | 25 mei 1987      | R           |                                       |
| [ 2 ] |                                                                                              | John Otto                                                                                    | John Otto (1938–2020)                                                                        | 25 mei 1987      | 2 november 1987  | O           |                                       |
| 4     |                                                                                              | William Sessions                                                                             | William Sessions (1930–2020)                                                                 | 2 november 1987  | 19 juli 1993     | R           |                                       |
| 4     | George H.W. Bush (1989–1993)                                                                 | William Sessions                                                                             | William Sessions (1930–2020)                                                                 | 2 november 1987  | 19 juli 1993     | R           |                                       |
| 4     | Bill Clinton (1993–2001)                                                                     | William Sessions                                                                             | William Sessions (1930–2020)                                                                 | 2 november 1987  | 19 juli 1993     | R           |                                       |
| [ 2 ] |                                                                                              | Floyd Clarke                                                                                 | Floyd Clarke (1942)                                                                          | 19 juli 1993     | 1 september 1993 | O           |                                       |
| 5     |                                                                                              | Louis Freeh                                                                                  | Louis Freeh (1950)                                                                           | 1 september 1993 | 25 juni 2001     | R           |                                       |
| 5     | George W. Bush (2001–2009)                                                                   | Louis Freeh                                                                                  | Louis Freeh (1950)                                                                           | 1 september 1993 | 25 juni 2001     | R           |                                       |
| [ 2 ] |                                                                                              | Thomas Pickard                                                                               | Thomas Pickard (1950)                                                                        | 25 juni 2001     | 4 september 2001 | D           |                                       |
| 6     |                                                                                              | Robert Mueller                                                                               | Robert Mueller (1944)                                                                        | 4 september 2001 | 4 september 2013 | R           |                                       |
| 6     | Barack Obama (2009–2017)                                                                     | Robert Mueller                                                                               | Robert Mueller (1944)                                                                        | 4 september 2001 | 4 september 2013 | R           |                                       |
| 7     |                                                                                              | James Comey                                                                                  | James Comey (1960)                                                                           | 4 september 2013 | 9 mei 2017       | R (2013–16) |                                       |
| 7     | O (2016–17)                                                                                  | James Comey                                                                                  | James Comey (1960)                                                                           | 4 september 2013 | 9 mei 2017       |             |                                       |
| 7     | Donald Trump (2017–2021)                                                                     | James Comey                                                                                  | James Comey (1960)                                                                           | 4 september 2013 | 9 mei 2017       |             |                                       |
| [ 2 ] |                                                                                              | Andrew McCabe                                                                                | Andrew McCabe (1968)                                                                         | 9 mei 2017       | 1 augustus 2017  | R           |                                       |
| 8     |                                                                                              | Christopher Wray                                                                             | Christopher Wray (1966)                                                                      | 1 augustus 2017  | 20 januari 2025  | R           |                                       |
| 8     | Joe Biden (2021–2025)                                                                        | Christopher Wray                                                                             | Christopher Wray (1966)                                                                      | 1 augustus 2017  | 20 januari 2025  | R           |                                       |
| [ 7 ] |                                                                                              | Brian Driscoll                                                                               | Brian Driscoll                                                                               | 20 januari 2025  | 21 februari 2025 | O           | Donald Trump (2025–heden)             |
| 9     |                                                                                              | Kash Patel                                                                                   | Kash Patel (1980)                                                                            | 21 februari 2025 | heden            | R           | Donald Trump (2025–heden)             |

## Adjunct-directeuren (1930–heden)
| Nr.    | Adjunct Directeur van de Federal Bureau of Investigation Deputy Director of Federal Bureau of Investigation | Adjunct Directeur van de Federal Bureau of Investigation Deputy Director of Federal Bureau of Investigation | Adjunct Directeur van de Federal Bureau of Investigation Deputy Director of Federal Bureau of Investigation | Ambtstermijn     | Ambtstermijn     | Partij(en)                   | Directeur(en)                                 |
| ------ | --- | --- | --- | ---------------- | ---------------- | ---------------------------- | --------------------------------------------- |
| 1      | | Clyde Tolson                                                                                                | Clyde Tolson (1900–1974)                                                                                    | 15 februari 1930 | 3 mei 1972       | O                            | J. Edgar Hoover (1924–1972)                   |
| 1      | Zichzelf (1972)                                                                                             | Clyde Tolson                                                                                                | Clyde Tolson (1900–1974)                                                                                    | 15 februari 1930 | 3 mei 1972       | O                            |                                               |
| 2      | | Mark Felt                                                                                                   | Mark Felt (1913–2008)                                                                                       | 3 mei 1972       | 22 juni 1973     | O                            | Patrick Gray (1972–1973)                      |
| 2      | Bill Ruckelshaus (1973)                                                                                     | Mark Felt                                                                                                   | Mark Felt (1913–2008)                                                                                       | 3 mei 1972       | 22 juni 1973     | O                            |                                               |
| 3      | | James Adams                                                                                                 | James Adams (1926–2020)                                                                                     | 22 juni 1973     | 11 mei 1979      | D                            |                                               |
| 3      | D | James Adams                                                                                                 | James Adams (1926–2020)                                                                                     | 22 juni 1973     | 11 mei 1979      | Clarence Kelley (1973–1978)  |                                               |
| 3      | D | James Adams                                                                                                 | James Adams (1926–2020)                                                                                     | 22 juni 1973     | 11 mei 1979      | Zichzelf (1978)              |                                               |
| 3      | D | James Adams                                                                                                 | James Adams (1926–2020)                                                                                     | 22 juni 1973     | 11 mei 1979      | William Webster (1978–1987)  |                                               |
| 4      | | Floyd Clarke                                                                                                | Floyd Clarke (1942)                                                                                         | 11 mei 1979      | 12 februari 1994 | O                            |                                               |
| 4      | O | Floyd Clarke                                                                                                | Floyd Clarke (1942)                                                                                         | 11 mei 1979      | 12 februari 1994 | John Otto (1987)             |                                               |
| 4      | O | Floyd Clarke                                                                                                | Floyd Clarke (1942)                                                                                         | 11 mei 1979      | 12 februari 1994 | William Sessions (1987–1993) |                                               |
| 4      | O | Floyd Clarke                                                                                                | Floyd Clarke (1942)                                                                                         | 11 mei 1979      | 12 februari 1994 | Zichzelf (1993)              |                                               |
| 4      | O | Floyd Clarke                                                                                                | Floyd Clarke (1942)                                                                                         | 11 mei 1979      | 12 februari 1994 | Louis Freeh (1993–2001)      |                                               |
| 5      | | | David Binney (1942–2008)                                                                                    | 12 februari 1994 | 16 december 1994 | Louis Freeh (1993–2001)      | O                                             |
| Vacant | | | |                  |                  | Louis Freeh (1993–2001)      |                                               |
| 6      | | | Larry Potts                                                                                                 | 1 februari 1995  | 15 juli 1995     | Louis Freeh (1993–2001)      | O                                             |
| Vacant | | | |                  |                  | Louis Freeh (1993–2001)      |                                               |
| 7      | | | Weldon Kennedy (1938–2020)                                                                                  | 8 augustus 1995  | 28 februari 1997 | Louis Freeh (1993–2001)      | O                                             |
| 8      | | | Bill Esposito (1946)                                                                                        | 28 februari 1997 | 1 oktober 1997   | Louis Freeh (1993–2001)      | O                                             |
| Vacant | | | |                  |                  | Louis Freeh (1993–2001)      |                                               |
| 9      | | Thomas Pickard                                                                                              | Thomas Pickard (1950)                                                                                       | 1 november 1999  | 30 november 2001 | Louis Freeh (1993–2001)      | D                                             |
| 9      | D | Thomas Pickard                                                                                              | Thomas Pickard (1950)                                                                                       | 1 november 1999  | 30 november 2001 | Zichzelf (2001)              |                                               |
| 9      | D | Thomas Pickard                                                                                              | Thomas Pickard (1950)                                                                                       | 1 november 1999  | 30 november 2001 | Robert Mueller (2001–2013)   |                                               |
| Vacant | | | |                  |                  |                              |                                               |
| 10     | | | Bruce Gebhardt (1950)                                                                                       | 10 mei 2002      | 1 oktober 2004   | O                            |                                               |
| 11     | | John Pistole                                                                                                | John Pistole (1956)                                                                                         | 1 oktober 2004   | 17 mei 2010      | O                            |                                               |
| Vacant | | | |                  |                  |                              |                                               |
| 12     | | Timothy Murphy                                                                                              | Timothy Murphy (1960)                                                                                       | 8 juli 2010      | 1 september 2011 | O                            |                                               |
| 13     | | Sean Joyce                                                                                                  | Sean Joyce (1961)                                                                                           | 1 september 2011 | 1 december 2013  | O                            |                                               |
| 13     | O | Sean Joyce                                                                                                  | Sean Joyce (1961)                                                                                           | 1 september 2011 | 1 december 2013  | James Comey (2013–2017)      |                                               |
| 14     | | Mark Giuliano                                                                                               | Mark Giuliano (1963–2024)                                                                                   | 1 december 2013  | 1 februari 2016  | James Comey (2013–2017)      | O                                             |
| 15     | | Andrew McCabe                                                                                               | Andrew McCabe (1968)                                                                                        | 1 februari 2016  | 29 januari 2018  | James Comey (2013–2017)      | R                                             |
| 15     | Zichzelf (2017)                                                                                             | Andrew McCabe                                                                                               | Andrew McCabe (1968)                                                                                        | 1 februari 2016  | 29 januari 2018  |                              | R                                             |
| 15     | Christopher Wray (2017–2025)                                                                                | Andrew McCabe                                                                                               | Andrew McCabe (1968)                                                                                        | 1 februari 2016  | 29 januari 2018  |                              | R                                             |
| Vacant | | | |                  |                  |                              |                                               |
| 16     | | David Bowdich                                                                                               | David Bowdich (1965)                                                                                        | 30 januari 2018  | 1 februari 2021  | O                            |                                               |
| 17     | | Paul Abbate                                                                                                 | Paul Abbate (1967)                                                                                          | 1 februari 2021  | 20 januari 2025  | O                            |                                               |
| [ 7 ]  | | | Robert Kissane                                                                                              | 20 januari 2025  | heden            | O                            | Brian Driscoll (2025) Kash Patel (2025-heden) |